# Silke Linderhaus
Silke Linderhaus (* 1974 in Düsseldorf) ist eine deutsche Synchronsprecherin.

## Leben und Karriere
Silke Linderhaus begann im Alter von zehn Jahren als Hörspiel- (WDR), Synchron- und Werbesprecherin zu arbeiten. Seitdem spricht sie Feature, Dokumentation, Lesungen, Hörbücher, Live-Hörspiele und Computerspiele (z. B. bei The Witcher). In Stefan Weigls mit Moment, das wird Sie interessieren!, das den ARD-Online-Award, als auch den Deutschen Hörspielpreis der ARD erhielt, war sie einer der vier Sprecher. Ihre Stimme ist in HBO- und Netflix-Produktionen zu hören.

## Synchronisation (Auswahl)
- Gösta (Originaltitel: Gösta) ist eine schwedische Filmkomödie in zwölf Episoden Rolle Lotta Elisabeth Carlsson (2019)
- Call the Midwife – Ruf des Lebens Laura Main: Schwester Bernadette/Shelagh
- Jenica Bergere (als Karen Curtis) in Love is Love? Wenn deine Liebe verboten ist (2016)
- Sumire Uesaka (als 'Nonna') in Girls und Panzer: Der Film (2015)
- Heather Beers (als Schwester Lenora) in Der Weihnachtsdrache (2014)
- Shelly Varod (als Ana) in Schwerter des Königs – Die letzte Mission (2014)
- Marta Hazas (als Eva) in Millionaire Dog (2014)
- Monique Parent (als Scarlett) in Jurassic City (2014)
- als Nachrichtensprecherin in Silent Assassin (2013)
- Grace Johnston (als Tammie) in Das Camp (2013)
- Kelly Atkinson (als Brigid Archer) in Absolute Deception (2013)
- DoctorWho Serie Rolle: Abigail Pettigrew (2012)
- Ye-jin Son (als Seo Yoon-hee) in The Tower – Tödliches Inferno (2012)
- Sabina Gadecki (als Greta Wyatt) in Freaky Deaky – Das Ende der Zündschnur (2012)
- Lovestorming Rolle: Alexandra Jiménez (2012)
- Petra Lustigova (als Blonde Lehrerin) in Der Blaue Tiger (2012)
- Veronica Loren (als La Gringa) in Without Men (2011)
- Betty Sun (als Quilan) in The Lost Bladesman (2011)
- Danneel Ackles (als Vanessa Fanning) in Harold & Kumar – Alle Jahre wieder (2011)
- Kristine Rui Slettebakken (als Tone) in Home for Christmas (2010)
- Lisa McAllister (als Kate) in Devil's Playground (2010)
- als 'Lulula' in Mullewapp – Das große Kinoabenteuer der Freunde (2009)
- Laura Vandervoort (als Frankie) in Damage (2009)
- Jessica Stroup (als Elizabeth Mitchum) in Besessen – Fesseln der Eifersucht (2009)
- Charlene Choi (als Zhu Yanzhi) in Sword Butterfly – Schwert des Schicksals (2008)
- Devon Aoki (als Cpl. Valerie Duval) in Mutant Chronicles (2008)
- Celina Jade (als Holly) in Legendary Assassin (2008) [Synchro (2010)]
- Han-byeol Park (als Eun-Young) in Fate – Es wird nur einer siegen! (2008)
- Eun-jeong Han (als Hong-Ri) in The Divine Weapon (2008)
- Nana Mizuki (als 'Misaki Kirihara') in Darker than Black: Unter voll erblühten Kirschbäumen (2008)
- Grace Park (als Lila Lee) in West 32nd (2007)
- Annabelle Wallis (als Melanie) in Steel Trap (2007)
- Jaime King (als Sarah) in Demon Days – Im Bann der Dämonen (2007)
- Naoko Matsui (als 'Naomi Misora') in Death Note: Relight – Visions of a God (2007) [Synchro (2019)]
- Bleach (Rie Kugimiya) (2008)
- Alison Mollon (als Elizabeth) in The Zombie Diaries (2006) [Synchro (2008)]
- Kanyapak Suworakood (als E-Sao) in Tabunfire (2006)
- Tomoe Oumi (als 'Isabelle') in Solty Rei: Mit dem vorbeigehenden Gefühl, mit dem Herz des Gedanken (2006)
- Charlene Choi (als Pak Yin) in Rob-B-Hood – Das 30 Millionen Dollar Baby (2006)
- Tae-hee Kim (als So-Hwa) in The Restless – Der Schattenkrieger (2006)
- Michel Johannessen (als Tokayas Frau) in Die letzten Tage von Krakatau (2006)
- Krista Kosonen (als Ronja) in Jade Warrior (2006)
- Amy Poehler (als Carol Lane) in Dein Ex – Mein Alptraum (2006)
- Kimberly Williams-Paisley (als Mom) in Billys Wette oder Wie man gebratene Würmer isst (2006)
- Kelly Macdonald (als Jeanie) in Lassie kehrt zurück (2005)
- Peeia Rai Chowdhary (als Rambha) in Home Delivery (2005)
- Miyuu Sawai (als 'Noah') in Fullmetal Alchemist: Der Eroberer von Shamballa (2005)
- Linda Steinhoff (als Ella) in Stratosphere Girl (2004)
- Yûko Takeuchi (als Mio) in Be with you (2004) [Synchro (2007)]
- Elín Hansdóttir (als Iris) in Nói Albínói (2003)
- Natasha Lyonne (als Jeanne) in Women Love Women (2000)
- Kam Heskin (als Jesse M.) in Kidnapped – Tödlicher Sumpf (2000)
- Juanita Cheng (als Peggy) in Gen-Y Cops (2000) [Synchro (2004)]
- Naoko Watanabe (als 'Miho') in Saint Seiya: Die Krieger des Zodiac – Movie 1: Die Legende des goldenen Apfels (1987) [Synchro (2005)]
- The Witcher 2 + 3: Wild Hunt Rolle Ida, Aelirenn, Emean und Milva